# Critical Assessment of Prediction of Interactions
Critical Assessment of Prediction of Interactions (CAPRI) és un experiment comunitari que consisteix a modelar l'estructura molecular dels complexos proteics, un procés conegut com a acoblament proteïna-proteïna.
CAPRI és una sèrie d'esdeveniments en els quals els investigadors de la comunitat científica intenten fer acoblar les mateixes proteïnes, proposades pels assessors. Se celebra una nova ronda aproximadament cada sis mesos. Cada ronda conté entre una i sis complexos proteïna-proteïna diana les estructures dels quals han estat determinades experimentalment poc abans. Els assessors guarden les coordenades en secret en col·laboració amb els biòlegs estructurals que les han determinat. CAPRI és un experiment experiment de doble cec, car els participants ignoren l'estructura resolta i els assessors no coneixen la correspondència entre els participants i les seves propostes.

## Llista de servidors de predicció que han participat a CAPRI
- ClusPro
- GRAMM-X
- FireDock
- HADDOCK Arxivat 2020-01-29 a Wayback Machine. — High-Ambiguity-Driven protein–protein DOCKing
- PatchDock
- SKE-DOCK Arxivat 2009-11-24 a Wayback Machine. — Fora de línia
- SmoothDock
- 3D-Garden — Global and Restrained Docking Exploration Nexus
- TopDown Arxivat 2009-11-24 a Wayback Machine. — Fora de línia